# Bombový útok na hotel Marriott v Islámábádu
K bombovému útok na hotel Marriott v Islámábádu došlo dne 20. září 2008 v 19:56 místního času.
Výbuch způsobila přibližně šestisetkilogramová bomba, umístěná v nákladním automobilu, který vjel do kontrolního vjezdu do areálu hotelu. Automobilu nejdříve začala hořet jeho přední část, kterou se snažila ochranka hotelu marně uhasit. Po prvotním zajiskření, které je odehnalo, následoval druhý mohutný výbuch, jenž vytvořil na místě obrovský kráter, narušil okolní rozvod plynu a zasáhl hotel, kde zažehl požár. Protipožární systém hotelu nezareagoval.
V důsledku výbuchu a následného požáru zemřelo 53 lidí a 266 jich bylo raněno. Mezi oběťmi byli i český velvyslanec v Pákistánu JUDr. Ivo Žďárek a jeho vietnamská přítelkyně. Žďárek přežil výbuch, ale zahynul při následném požáru, když se vrátil pomoci dalším přeživším. „Přišel o život, když se snažil vytáhnout zraněné lidi z plamenů uvnitř hotelu. Mohl odejít okamžitě po výbuchu, ale zůstal a pomáhal ostatním se svou vietnamskou přítelkyní. Pak oba sami uvízli v ohni,“ řekl Hospodářským novinám pákistánský novinář Hamíd Mir, očitý svědek výbuchu.
Z útoku je podezřelá Al-Káida nebo militantní skupina Tahrík-e Tálibán-e Pákistán, jež je na ni úzce napojena.
V době útoku měl být původně v hotelu pákistánský prezident a premiér na společné večeři, ale nakonec změnili plán. Podle agentury AP to uvedlo 22. září pákistánské ministerstvo vnitra. Prezidentovu plánovanou přítomnost však následující den (23. září) popřel majitel hotelu Sadruddin Hashwani s tím, že měl říci: „Neměli jsme žádnou rezervaci pro takovou večeři, o které hovoří zástupci vlády“.